# Фокомелија
Фокомелија је конгенитални поремећај кога карактерише недостатак делова руку или ногу. Не зна се тачан узрок настанка, али се поремећај повезује са узимањем талидомида у трудноћи.
Фокомелија представља недостатак надлактице и подлактице или натколенице и потколенице, при чему се шака наставља непосредно из рамена или се стопало настваља из кука. Може бити комплетна, када недостају делови и горњих и доњих екстремитета (тетрафокомелија - када тело новорођенчета подсећа на тело фоке) и може бити инкомплетна, када недостају делови једне руке или ноге.
Дијагноза се поставља пренатално (пре рођења) ултразвуком. Третман и рехабилитација се планирају од рођења. За побољшање квалитета живота, препоручују се протезе и ортозе, уз физикалну и супортивну терапију.